# Germán Villa Castañeda
Germán Villa Castañeda  (Ciutat de Mèxic, 2 d'abril de 1973) és un futbolista mexicà, que ocupa la posició de migcampista.

## Trajectòria
Ha passat gairebé tota la seua carrera esportiva a les files del Club America, amb qui debuta a la campanya 91/92. El 1998 és cedit al RCD Espanyol. Posteriorment seria cedit en dues ocasions al Necaxa. El 2009 marxa de l'America, després de més de 400 partits i fitxa pel Querétaro.
Villa ha estat internacional amb Mèxic en 66 ocasions. Hi va participar en els Mundials de 1998 i de 2002. També ha disputat la Copa d'Or de la CONCACAF de 1996 i 1998; i la Copa Amèrica de 1997. Amb la selecció olímpica va acudir als Jocs d'Atlanta 1996.

## Títols
- Copa Confederacions 1999
- Copa Gegants de la CONCACAF 2001
- Primera División de México - Verano 2002
- Primera División de México - Clausura 2005
- Primera División de México - Campeón de Campeones 2004-2005
- Copa de Campions de la CONCACAF 2006